# Uetikon am See
Uetikon am See es una comuna suiza. Se encuentra en la orilla superior derecha del lago de Zúrich, en el distrito de Meilen, en el cantón de Zúrich. 

## Geografía

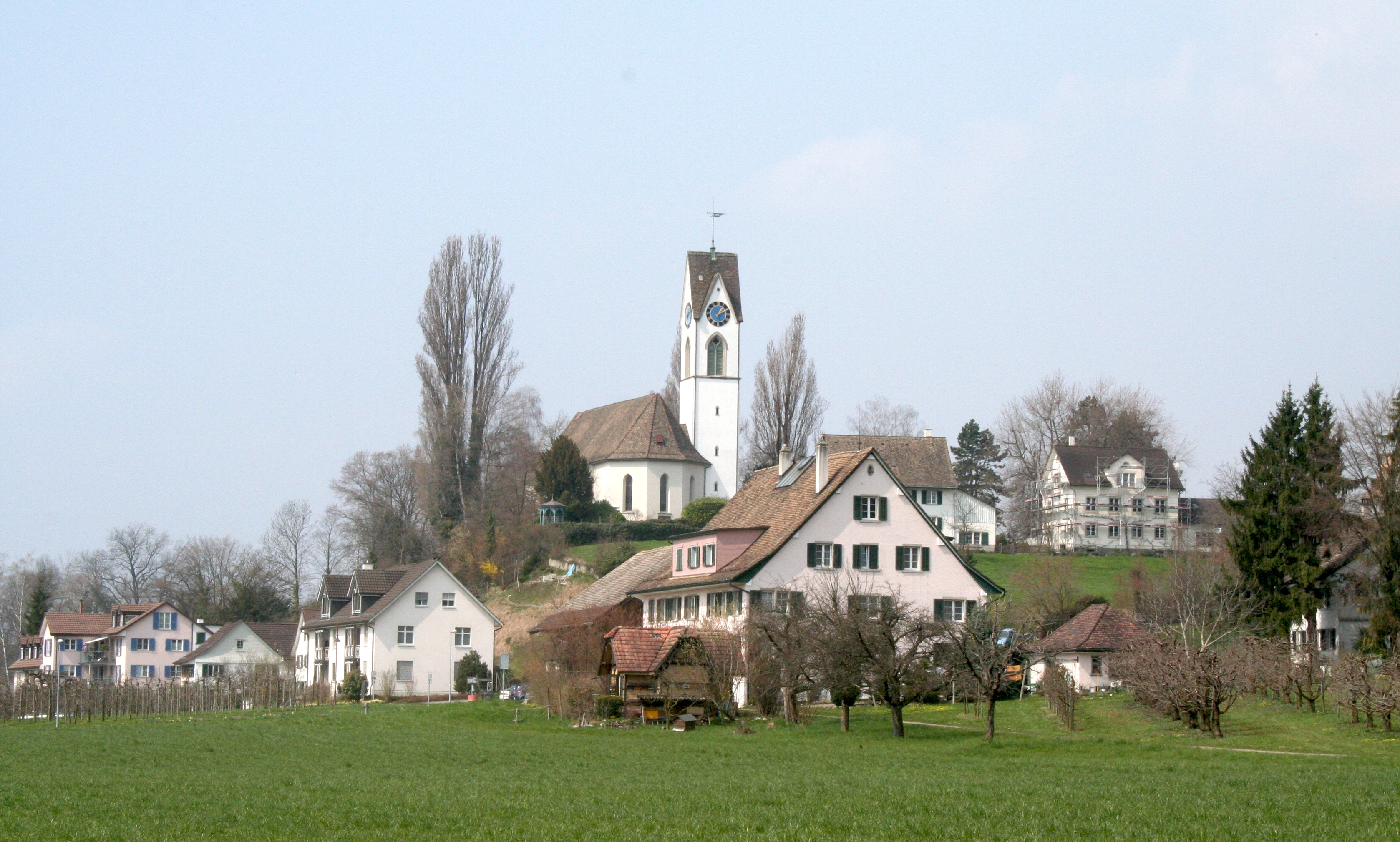
Iglesia reformada de Uetikon am See

Uetikon am See se encuentra al sureste de la capital del distrito, Meilen, en el lago de Zúrich, en la llamada "Costa de Oro". La superficie es de 349 ha, de las cuales el 47 % son de agricultura, el 29 % de asentamientos, el 17 % de bosque y el 7 % de instalaciones de tráfico.